# Ken Ono
Ken Ono (né le 20 mars 1968) est un mathématicien américain d'origine japonaise. Il est un spécialiste de la théorie des nombres, et plus particulièrement des sujets d'intérêt de Srinivasa Ramanujan, tels que la fonction donnant le nombre  de partitions d'un entier et les formes modulaires.
Il occupe actuellement la chaire Asa Griggs Candler à l'université Emory, et est vice-président de l'American Mathematical Society.

## Enfance et  études
Ken Ono est le fils du mathématicien japonais Takashi Ono, émigré japonais venu aux États-Unis après la Seconde Guerre mondiale. Son frère ainé, Santa J. Ono, est immunologiste et président d'université. Dans les années 1980, Ono étudie à la Towson High School, mais il quitte sans avoir passé l'examen final ; il entre ensuite à l'université de Chicago où il participe à des compétitions cyclistes dans l'équipe de Pepsi-Miyata.
Il passe sa thèse de mathématiques en 1993 à l'UCLA sous la direction de Basil Gordon. Il voulait d'abord faire des études de médecine, mais se tourne vers les mathématiques sous l'influence de son père, lorsque celui-ci lui fait découvrir les travaux et la vie de Srinivasa Ramanujan.

## Carrière et recherches
Parmi les contributions de Ono, on trouve plusieurs monographies et plus de 160 articles de recherche et de vulgarisation en théorie des nombres, en combinatoire et en algèbre. Il est considéré comme un expert de la théorie des  partitions d'un entier et des formes modulaires. En 2000, il généralise considérablement les résultats de Ramanujan concernant les congruences de la fonction de partition, et en collaboration avec Kathrin Bringmann, il fait d'importantes contributions à la théorie des formes de Maas (en), dont les fausses fonctions theta (en) de Ramanujan sont des exemples. En 2007, Don Zagier donne au Séminaire Bourbaki un exposé sur les travaux de Bringmann, Ono et Zwegers sur les fausses fonctions theta (le prix SASTRA Ramanujan de 2009 est attribué à Kathrin Bringmann pour ce travail collaboratif). 
Ono a reçu de nombreuses récompenses pour ses recherches. En avril 2000, il reçoit de Bill Clinton le Presidential Career Award (PECASE), et en juin 2005 le National Science Foundation Director's Distinguished Teaching Scholar Award à l'Académie nationale des sciences. Il est également titulaire d'un Sloan Fellowship, d'un Packard Fellowship, et d'une bourse Guggenheim. En 2012, il est élu membre (fellow) de l'American Mathematical Society.
En 2011 et 2015, Ono a donné des conférences TED,.
En 2011, avec Jan Bruinier, il découvre une formule close pour calculer le nombre de partitions d'un entier. En mai 2014, il a été distingué par un article du Scientific American exposant ses travaux récents à partir des manuscrits de Ramanujan. 
Il est vedette du docudrame de 2013 The Genius of Srinivasa Ramanujan, et il est producteur associé et consultant mathématique du film L'Homme qui défiait l'infini (basé sur la biographie de Ramanujan écrite par  Robert Kanigel).
En avril 2014, collectivement avec Ole Warnaar et Michael Griffin, Ono annonce la découverte d'un cadre plus général pour les identités de Rogers-Ramanujan et leurs propriétés arithmétiques, expliquant un mystère qui durait depuis les travaux de Ramanujan, et fournissant un trésor de nombres algébriques et de formules les reliant ; leur travail devient rapidement célèbre et est classé quinzième des cent plus importantes découvertes en science de 2014 par le magazine Discover.
Après 15 ans passé à étudier ces identités, Warnaar trouve un moyen de les plonger dans une classe bien plus vaste en utilisant la théorie des représentations . Lorsque Ono voit le travail de Warnaar, « tout s'est mis en place. Il devenait possible de construire une infinité de fonctions ayant pour valeur des nombres algébriques ».

## Vie privée
Ono participe à des compétitions de triathlon depuis 2012, en tant que membre de l'équipe américaine. Il vit actuellement en Atlanta avec sa femme Erika, sa fille Aspen et son fils Sage.

## Récompenses
- National Security Agency Young Investigator (1997)
- National Science Foundation CAREER Award  (1998)
- Alfred P. Sloan Foundation Research Fellowship (1999)
- David and Lucile Packard Research Fellowship (1999)
- Presidential Early Career Award (awarded by Clinton) (2000)
- National Science Foundation CBMS Distinguished Lecturer (2003)
- John S. Guggenheim Fellowship (2003)
- Manasse Professor of Letters and Science, U. Wisconsin (2004–2011)
- National Science Foundation Director's Distinguished Teaching Scholar Award (2005)
- Hilldale Professor of Mathematics, U. Wisconsin (2008–2011)
- Candler Professor of Mathematics, Emory University (2010–present)
- Fellow of the American Mathematical Society (2013)
- Albert E. Levy Award for Scientific Research (2014)
- MAA George Polya Distinguished Lecturer (2016–2017)
- International Science Film Festival Technical Award (2017)
- Eleanor Main Graduate Mentor Award (2017)
- Prose Award (Best Scholarly Book in Mathematics), Awarded by the American Publishers, (2018)

## Activité éditoriale
Ono fait partie du comité éditorial de nombreux journaux :
- Annals of Combinatorics
- Bulletin of the American Mathematical Society
- Communications in Number Theory and Physics
- Integers
- International Journal of Modern Mathematics
- The International Journal of Number Theory
- The International Mathematical Forum
- Involve
- Journal of Combinatorics and Number Theory
- The Ramanujan Journal
- Research in the Mathematical Sciences (éditeur en chef)
- Research in Number Theory (éditeur en chef)